# Etnedal

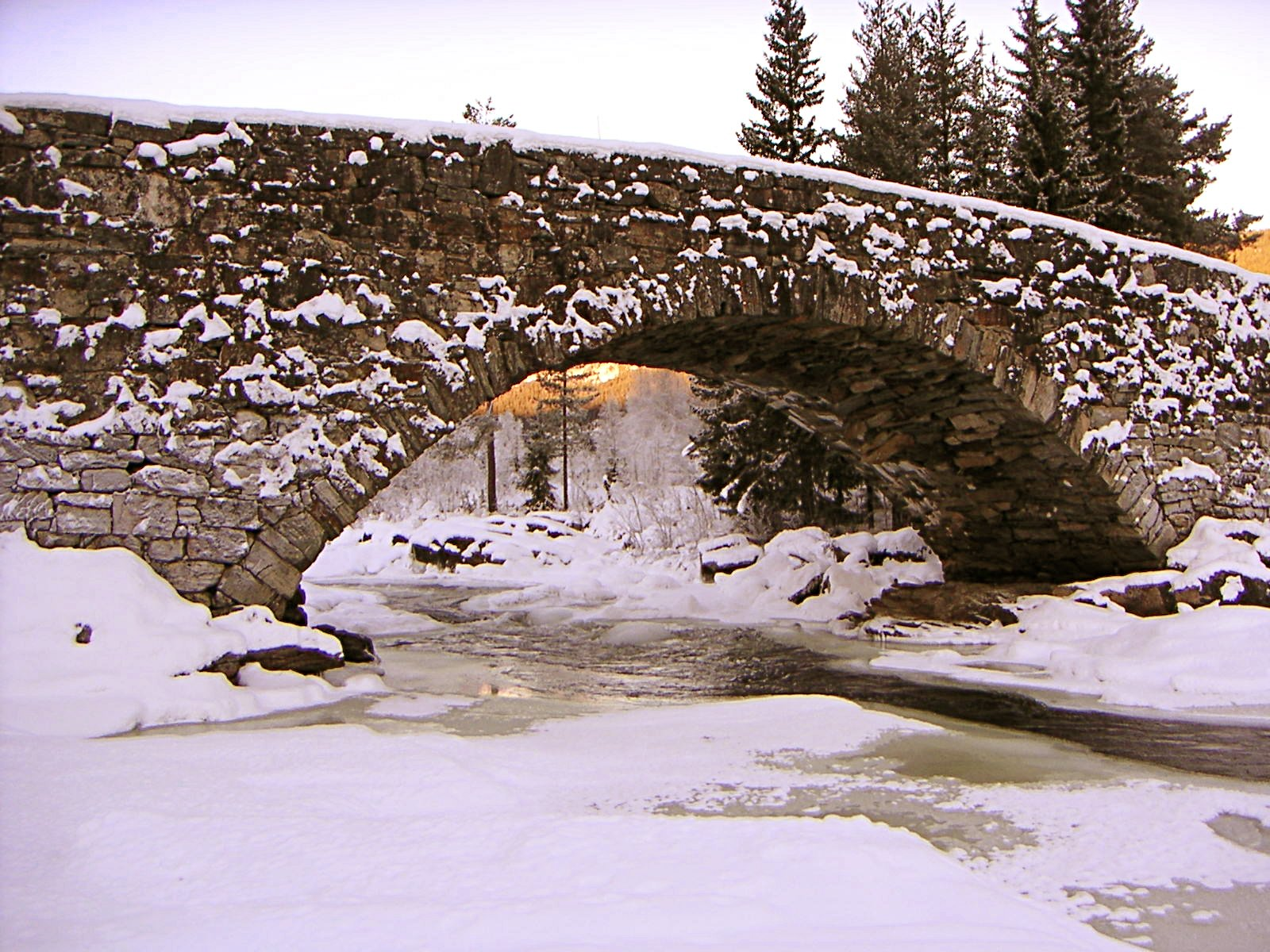
Lunde Bridge

Etnedal é uma comuna da Noruega, com 458 km² de área e 1410 habitantes (censo de 2004).         